# Hohenaltheim
Hohenaltheim est une commune de Bavière (Allemagne), située dans l'arrondissement de Danube-Ries, dans le district de Souabe.

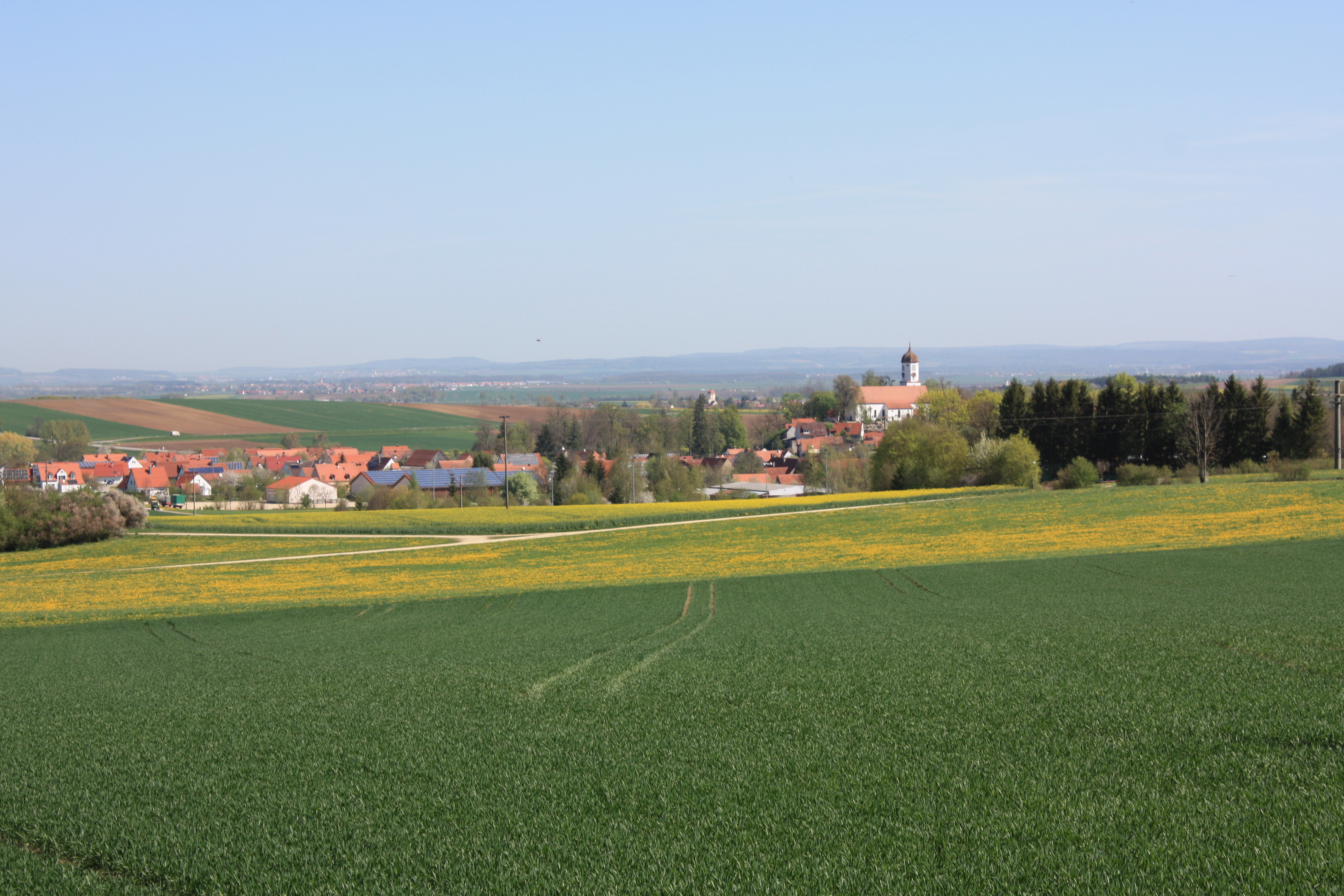
Hohenaltheim